# Naughty Fiddlers
Naughty Fiddlers är ett punkband startat 1979 i Stockholm av Billey Shamrock, Sebastian Sundblad, Lelle Johansson och Jonas Uland. Bandet turnerade i Sverige och Danmark. Bland senare medlemmar märks Johnny Sylvan, tidigare i KSMB.